# Завада Федір Андрійович
Федір Андрійович Завада (нар. 1909 — ?) — український радянський діяч, горновий-плавильник ферохрому Запорізького заводу феросплавів Дніпропетровської (Запорізької) області. Депутат Верховної Ради СРСР 1-го скликання.

## Життєпис
З 1925 року працював у сільському господарстві. У 1929—1930 роках — вантажник товарної станції Дніпропетровськ.
У 1930—1932 роках — ливарник металургійного заводу імені Комінтерну міста Дніпропетровська.
З 1932 року — горновий-плавильник ферохрому, старший сталеплавильник Запорізького заводу феросплавів Дніпропетровської області.
На 1938 рік — інструктор стахановських методів роботи Запорізького заводу феросплавів Дніпропетровської (потім — Запорізької) області.
Кандидат у члени ВКП(б) з 1938 року.
Під час німецько-радянської війни перебував разом із заводом в евакуації, працював начальником цеху.
На 1943—1945 роки — партійний організатор (парторг) ЦК ВКП(б) на заводі «Запоріжсталь».
На 1951 рік — начальник цеху Запорізького заводу феросплавів.
Подальша доля невідома.

## Нагороди
- орден Червоної Зірки
- медалі
- Сталінська премія ІІІ ст. (1951)